# X Девы
X Девы (лат. X Virginis) — двойная звезда в созвездии Девы на расстоянии приблизительно 1215 световых лет (около 372 парсек) от Солнца. Визуальная звёздная величина звезды — от +11,2m до +7,3m.
Ранее считалась переменной звездой, но дальнейшие наблюдения переменности не подтвердили*.

## Характеристики
Первый компонент — жёлто-белая звезда спектрального класса F2pIV-V, или F8, или Fp. Радиус — около 1,34 солнечного, светимость — около 2,827 солнечной. Эффективная температура — около 6453 K.
Второй компонент — оранжевый карлик спектрального класса K1, или K4V.